# Массовое убийство в Коричани
Массовое убийство в Коричани — массовое убийство более 200 босняков и хорватов в ходе войны в Боснии и Герцеговине, произошедшее 21 августа 1992 года на горе Влашич близ города Травник в Коричани.
Жертвами стали заключённые концентрационного лагеря в Трнополье, отобранные из гражданских и вывезенные на подконтрольную Республике Босния и Герцеговина территорию в центральной Боснии. Убийство было совершено приедорской группой специального реагирования, известной как «Красные береты».
Власти города Баня-Лука, которым государственная прокуратура поручила расследование преступления, саботировали дело. Более 10 лет совершившие расстрел полицейские оставались на свободе. Расследование убийства и имена жертв были опубликованы в серии репортажей 1999 года газеты «Независимые новости». В том же году на редактора издания Желько Копанья было совершено покушение: в его автомобиль заложили бомбу, после взрыва Копанья потерял обе ноги. Дело о покушении на Копанью не было раскрыто, однако следствие напрямую связало его с расследованием о массовом убийстве в Коричани.
Подозреваемый в организации расстрела, глава приедорского отделения полиции Симо Дрлжача, был застрелен при сопротивлении аресту в 1997 году. В 2004 году Международный трибунал по бывшей Югославии приговорил лидера расстрельной группы Дарко Мрджа к 17 годам тюрьмы. В серии судов в 2010—2012 годах суде Боснии и Герцеговины 10 исполнителей убийства были признаны виновными в совершении военных преступлений и убийстве более двухсот человек в ущелье Коричани, получив сроки от 8 до 23 лет.
Жертвы массового убийства в Коричани стали одними из более 3500 погибших не сербской национальности в ходе этнических чисток, проходивших в 1992 году в Приедоре. Та же полицейская группа связана со множеством других преступлений, совершённых против местных сербов.
К 2019 году в ущелье Коричани были обнаружены останки как минимум 197 убитых, из них только у 86 человек удалось установить личность.

## Убийство
Во время войны в Боснии и Герцеговине, 21 августа 1992 года группа из 1200 заключённых концентрационного лагеря в Трнополье была вывезена колонной автобусов на подконтрольную Республике Босния и Герцеговина территорию в центральной Боснии. Поскольку условия содержания в лагере были крайне тяжёлыми, а конвоирование осуществляли знакомые многим заключённым сербы — их бывшие соседи, сотрудники полиции и знакомые — люди восприняли этот перевод как спасение. У горы Влашич около 200—250 мужчин, в основном босняков и хорватов, были отделены от остальной группы полицейскими из приедорской группой специального реагирования, известными как «Отряд вмешательства», «Мыши» и «Красные береты». Мужчинам связали руки и посадили в два отдельных автобуса. По свидетельству выжившего пленника Медо Шивача (на тот момент ему было 18 лет), когда остальная конвоируемая группа заключённых была уведена в Травник, Зелижко Стойнич, один из членов расстрельной группы, под дулом пистолета заставил одного из пленников собрать у оставшихся все личные ценные вещи — часы, украшения, наличные деньги. Сумку забрал себе Стойнич. Мужчинам сказали, что их будут обменивать на заключённых, которых удерживало у себя боснийское правительство.
Автобусы с мужчинами отогнали к ущелью Коричани, глубина которого составляет от ста до трёхсот метров. Пассажирам из первого автобуса приказали становиться на колени у обрыва, после чего их расстреливали одного за другим и сталкивали вниз. Когда была убита почти половина, их стали расстреливать группами по трое. Медо Шивач, который находился во втором автобусе, рассказал, что его группу вывели одновременно и приказали им построиться в шеренгу вдоль утёса, после чего расстреляли. Он чудом не потерял сознание, падая в ущелье, и уже внизу смог уползти в кусты, а затем укрыться в ближайшем лесу. Той ночью он слышал, как какие-то люди вернулись к месту убийства и жгли тела.
По словам Шивача, он провёл в лесу двое суток, после чего его нашли солдаты регулярной сербской армии, оказали первую помощь и доставили в госпиталь в Баня-Лука. В эту больницу доставили семерых выживших. Его главный врач Адил Медич свидетельствовал позднее, что инспектор Драган Маркович проинформировал его о случившемся и сказал охранять попавших к нему жертв расстрела, так как приедорские убийцы могут вернуться за ними, чтобы избавиться от свидетелей.
Как удалось установить позднее, всего 12 человек из более чем 250, ехавших в двух автобусах, пережили расстрел у Коричани. Другой выживший из второго автобуса оказался при расстреле во втором ряду перед самым склоном. Он смог спастись, прыгнув в ущелье при первых звуках стрельбы. Он рассказал, что едва поднявшись на ноги бросился бежать в лес и столкнулся там ещё с одним уцелевшим мужчиной. Они дождались, пока уедут автобусы с убийцами, и вернулись к месту, куда падали расстрелянные, поскольку слышали стоны раненых. Стоило им подойти ближе, раздался шум двигателей, и они спрятались в кустах. Дальше, по их словам, с вершины утёса начались пулемётные очереди, а затем вниз полетели ручные гранаты. После этого выжившие уже не пытались вернуться к месту падения остальных. Через двое суток их нашли сербские солдаты и отвезли в тюрьму в Кнежево. Там их поселили в одну камеру с ещё тремя выжившими в Коричани, а затем перевезли в госпиталь в Баня-Лука. 27 августа их совместно перевезли в глазную больницу в Паприковаче, где продержали до середины сентября. По свидетельствам мужчин, их поместили в охраняемые палаты, охрана которых пропускала внутрь пьяных солдат и полицейских, которые каждую ночь избивали заключённых. В середине сентября выживших передали мусульманской гуманитарной организации «Мерхамет», а ещё две недели спустя, 1 октября их забрал Красный крест.

## Первичное расследование
Первый допрос выживших провёл 16 августа 1992 года следственный судья районного суда Баня-Луки Жефто Янкович. Государственный прокурор Воислав Димитриевич утверждал позднее, что только свидетельств очевидцев не было достаточно для проведения полноценного судебного расследования, они могли послужить лишь начальной точкой для расследования Центра Службы Безопасности Министерства Внутренних Дел в Баня-Луке.
Выступая в качестве свидетеля обвинения на суде в 2009 году, Жефто Янкович рассказал, что 23 августа 1992 года по звонку из пункта общественной безопасности в Баня-Луке он отправился в Коричани для осмотра места преступления:

Мы прибыли туда примерно в 15:00. Мы увидели, что местность была скалистой, каньон был глубиной примерно от 100 до 300 метров. Я увидел две кучи трупов на дне каньона. Трупы лежали там один на другом. Это была пугающая сцена. Такого я никогда не видел в своей жизни. Поскольку подойти к ним было невозможно, я попросил нашего криминалиста снять это на видеокамеру. Это все, что мы сделали в ходе осмотра места происшествия.
Затем Янкович отправился в штаб 22-й бригады ВРС в Кнежево, где он поговорил с двумя выжившими: Медо Шивачем и Мидхатом Муйкановичем. Они рассказали, что им удалось выжить, потому что они прыгнули с утёса сразу, как только начался расстрел. Янкович лично отвез их в Баня-Луку, а затем они были переданы в Исламскую гуманитарную ассоциацию «Мерхамет». Янкович сказал, что из-за большого количества жертв он передал дело в отделение общественной безопасности в Баня-Луке для дальнейшего расследования, и заявил, что не знает никаких дополнительных подробностей о преступниках или жертвах.
Прокурор Воислав Димитриевич прокомментировал бездействие Янковича как непрофессиональное и злоумышленное. По прошествии двух лет сербские власти не расследовали дело и передали его в Гаагский трибунал, все преступники оставались на свободе вплоть до начала 2000-х.

## Журналистское расследование
Привлечь внимание к военным преступлениям, совершённым в годы Боснийской войны, и добиться привлечения виновных к ответственности за расстрел у Коричани пыталась сербская газета «Независимые новости» под руководством главреда Желько Копанья. В конце 1990-х в издании вышла серия репортажей, подробно освещавших расстрел у Коричани и бездействие властей в отношении поиска убийц, а также указывавших на сокрытие улик и неполноценную экспертизу места преступления. «Независимым новостям» удалось установить, что тела многих погибших обливали кислотой уже после расстрела, а как минимум 12 трупов были сожжены. Как минимум два судмедэксперта из Баня-Лука — Александр Водовник и Слависа Дюрич — осматривали тела в ущелье 14 сентября 1992 года, направление им выдал помощник окружного прокурора Маринко Ковачевич. Расследование проводилось под руководством Жефто Янковича, следственного судьи окружного суда Баня-Луки. На телах многих жертв остались документы и удостоверения личности, которые в конечном счёте были приложены к файлу дела. «Независимые новости» выяснили, что прокуратура минимум дважды направляла Министерству внутренних дел запрос на расследование, однако местные власти Баня-Луки его саботировали. Расследование не было завершено, позднее дело было передано в Гаагский трибунал.
Копанья придерживался мысли, что весь сербский народ не может и не должен нести груз ответственности и вины за преступления отдельных людей, и что убийцы должны быть установлены и понести наказание. Он также был уверен, что эти расстрельные команды не были самоорганизованными, а имели вполне конкретное руководство.
Вскоре после публикации статей Копанью пытались убить, заложив бомбу в его автомобиль. Утром 22 октября 1999 года Копанья сел в свою машину и завёл двигатель, от чего пришло в действие взрывное устройство. Копанье оторвало ногу, уже в больнице он пережил клиническую смерть, медикам пришлось ампутировать вторую ногу. Выжив чудом, он остался инвалидом на всю жизнь. Дело о покушении него не было раскрыто, однако следствие прямо связывало его с журналистской деятельностью Копаньи и конкретно расследованием массового убийства у Коричани, под подозрением были представители Сербской радикальной партии.

## Аресты и суды
Лидер расстрельной группы Дарко Мрджа был арестован SFOR в 2002 году и помещён под арест на время следствия. Его дело рассматривал Гаагский трибунал. В 2004-м его признали виновным по двум случаям совершения преступлений против человечности и одному эпизоду нарушения законов войны. Приговор составил 17 лет заключения в тюрьме. Считается, что Мржда получил приказ на расстрел от Симо Дрлжача, главы приедорского отделения полиции, который был застрелен при попытке ареста в 1997 году.
Вплоть до 2008 года остальные члены расстрельной группы находились на свободе.
В мае 2009 года восемь бывших сотрудников приедорской группой специального реагирования предстали перед судом Боснии и Герцеговины по обвинению в совершении массового убийства в Коричани. Дамир Иванкович, Зоран Бабич, Гордан Джурич, Милорад Радакович, Милорад Шкрбич, Любиша Четич, Душан Янкович и Желько Стойнич были обвинены в преступлении против человечности и расстреле у ущелья Коричани свыше 200 человек. На тот момент были опознаны только четверо погибших.
В августе 2009 года была проведена эксгумация останков погибших, после чего ещё двое бывших сотрудников Югославской теробороны — Бранко Топола и Петар Чивчич — были арестованы по подозрению в участии в массовом убийстве.
21 декабря 2010 года суд первой инстанции Боснии и Герцеговины признал Зорана Бабича, Милорада Шкрбича, Душана Янковича и Желько Стойнича виновными в совместных преступных действиях в муниципалитете Приедор: преследовании, ограблениях и убийствах несербского гражданского населения в течение 1992 года. Бабич и Шкрбич были приговорены к 22 годам тюрьмы, Стойнич — 15. Бывший командир пункта общественной безопасности Душан Янкович был признан виновным в том, что отдал приказ об убийствах, и приговорен к 27 годам тюремного заключения. Милорад Радакович был оправдан по всем пунктам обвинения, поскольку было установлено, что он участвовал в конвое в качестве медицинского работника, не участвовал в плане разделения и убийства жертв и, поскольку он остался в автобусе, не мог принимать участие в казнях. На приговоры повлияли «тяжелое состояние здоровья» Бабича, показания о том, что Шкрбич «защищал некоторых гражданских лиц в автобусе, который он сопровождал», а также возраст Стойнича (поскольку ему не исполнилось 21 года, он не мог быть приговорен к длительному тюремному заключению. Дамир Иванкович, который дал показания на остальных, получил 14 лет. Гордан Дурич, который не принял участия в расстреле, но подчинился приказу охранять территорию, где он происходил, получил 8 лет. Любиша Четич признал вину и получил 13 лет.
Душан Янкович, который был освобожден из тюрьмы с ограничительными условиями в ноябре 2009 года, не явился на слушания. По словам адвоката, он не смог приехать, так как у него сломалась машина. Государственный суд постановил арестовать Янковича как лицо, скрывающееся от правосудия.
29 июня 2012 года апелляционное отделение суда Боснии и Герцеговины признало виновными в массовом убийстве у Коричани ещё троих участников расстрела: Саша Зецевич, Радослав Кнежевич и Маринко Лепоя были приговорены к 23 годам тюрьмы.
Семьи убитых и выжившие у Коричани сочли приговоры не соответствующими тяжести преступления: по их словам, убийцы из расстрельной группы получили в общей сложности 200 лет тюремного заключения на всех, то есть каждому из них суд дал по году тюрьмы за одного убитого.
Известно о как минимум 30 случаях массовых казней во время этнических чисток в годы Балканской войны 1992—1995 годов. По словам Ясмина Месковича, президента «Ассоциации задержанных», эти преступления носили системный характер и были отрепетированы: например, всем жертвам выдавали деньги «на проезд», которые потом собирали перед расстрелом.

## Поиск останков и установление личностей погибших
Останки некоторых погибших были обнаружены экспертами в 2003 году благодаря показаниям выживших и признанию Дамира Иванковича. До 2009 года местонахождение большинства жертв оставалось неизвестным. Считалось, что тела, вероятно, были захоронены в братских могилах в различных местах Боснии и Герцеговины.
Поскольку власти не проводили полноценного расследования для установления местонахождения пропавших, в сентябре 2008 года проект «Адвокационный центр — ТРИАЛ» (ACT) подал шесть индивидуальных заявлений в Европейский суд по правам человека в связи с исчезновением восьми боснийских мужчин во время резни на горе Влашич от имени их родственников.
В июле-августе 2009 года Международная комиссия по пропавшим без вести лицам провела экспертизу места расстрела людей у ущелья Коричани. Операция была крайне сложной из-за стометрового отвесного спуска, а также опасности детонации неразорвавшихся гранат, которыми закидывали тела после расстрела. К концу августа были эксгумированы останки по крайней мере 60 человек. Обнаружилось, что в августе 1992-го некоторые тела были сожжены, другие, по видимому, перемещены с целью сокрытия преступления.
В декабре 2010 года Международная комиссия по пропавшим без вести лицам объявила о проведении дополнительной экспертизы, поскольку по новой информации, ещё одна массовая могила может находиться в ущелье Коричани.
В 2017 году начался новый этап розысков, в ходе которого удалось эксгумировать останки 137 человек. На 2019 год были установлены личности 181 погибшего. 21 июля 2019 года близ Приедора состоялась траурная церемония, были захоронены останки 86 жертв, личности которых удалось определить.

## Память
Ежегодно в годовщину расстрела у ущелья Коричани на горе Влашич проходят мемориальные акции.
Большинство из 12 выживших покинуло Боснию и Герцеговину.